# Diecezja Floridy
Diecezja Floridy – diecezja rzymskokatolicka w Urugwaju. Siedziba mieści się w Florida w departamencie Florida. Obejmuje swoim  obszarem departamenty: Florida i Durazno. 

## Historia
Od 14 kwietnia 1897 tereny  dzisiejszej diecezji wchodziły w skład diecezji Melo, która powstała poprzez wyłączenie obszaru diecezji Montevideo. W latach 1931–1955 diecezji Melo istniała pod nazwą diecezja Florida-Melo. 15 listopada 1955 roku w wyniku podzielenia terytorium ówczesnej diecezji Florida-Melo zostały erygowane dwie diecezje: diecezja Melo i diecezja Florida. Diecezja Florida jest sufraganią archidiecezji Montevideo. 
Przekształcenia terytorialne:
- 22 października 1960: wydzielenie diecezji Tacuarembó.

## Biskupi Floridy
- Miguel Paternain (15 listopada 1955 - 27 lutego 1960)
- Humberto Tonna Zanotta (5 lipca 1960 - 16 czerwca 1987)
- Raúl Horacio Scarrone Carrero (15 czerwca 1987 - 15 marca 2008)
- Martín Pérez Scremini (15 marca 2008 - nadal)